# 閻美玲
閻 美玲（えん びれい、繁体字中国語: 閻 美玲、簡体字中国語: 闫 美玲、英語: Yan Meiling、イエン・メイリン、1997年1月14日 - ）は、中国の女子ラグビー選手。

## プロフィール
- 中国出身[1]。
- ポジションはフランカー(FL)。
- 身長 166cm、体重 70kg

## 略歴
2021年、東京五輪の7人制女子中国代表に選ばれた。
2024年、パリ五輪の7人制女子中国代表に選ばれて主将を務めた。